# Cúp bóng đá Ukraina 1995–96
Cúp bóng đá Ukraina 1995–96 là mùa giải thứ năm của giải đấu bóng đá loại trực tiếp hàng năm ở Ukraina.
Giải đấu Cúp khởi tranh với Vòng 32 đội, nhưng cũng có một số vòng loại. Mùa giải này không có các vòng 2 lượt đi và về, tất cả các vòng đều chỉ có 1 trận đấu. Ngoài ra có thêm một hạng được hợp nhất với Giải hạng nhì. Giải khởi tranh từ ngày 1 tháng 8 năm 1995 với 24 trận đấu. Có 5 trận bị hủy bỏ ngày 1 tháng Tám, và thêm một trận ở ngày 1 tháng 10 năm 1995.
Đương kim vô địch Shakhtar Donetsk bị loại ở trận đấu trên sân khách với Nyva Vinnytsia trong loạt sút luân lưu vòng Bán kết.

## Phân bổ đội bóng
Có 110 đội tham gia giải đấu cúp mùa này.

### Phân phối
|                             |                             | Đội bóng tham gia vòng này                                                                                     | Đội bóng vượt qua vòng trước         |
| --------------------------- | --------------------------- | --- | ------------------------------------ |
| Vòng loại thứ nhất (60 đội) | Vòng loại thứ nhất (60 đội) | - 26 đội vô địch cúp các khu vực - 34 đội từ Giải hạng nhì                                                     |                                      |
| Vòng loại thứ hai (64 đội)  | Vòng loại thứ hai (64 đội)  | - 10 đội từ Giải hạng nhì - 22 đội từ Giải hạng nhất - 2 đội từ Giải vô địch quốc gia (xếp hạt giống thấp hơn) | - 30 đội thắng từ vòng loại thứ nhất |
| Vòng loại thứ ba (32 đội)   | Vòng loại thứ ba (32 đội)   | | - 32 đội thắng từ vòng loại thứ hai  |
| Vòng đấu chính (64 đội)     | Vòng đấu chính (64 đội)     | - 16 đội từ Giải vô địch quốc gia (xếp hạt giống cao hơn)                                                      | - 16 đội thắng từ vòng loại thứ ba   |

## Lịch thi đấu

### Vòng loại thứ nhất
| Druzhba (Mahdalynivka) (AM)           | 0:2 | (2L) Metalurh (Novomoskovsk)             |                                                                                    |
| Dynamo (Slovyansk) (2L)               | 0:1 | (2L) Oskil (Kupyansk)                    | (s.h.p.)                                                                           |
| Enerhiya (Nova Kakhovka) (AM)         | 2:2 | (2L) Torpedo (Melitopol)                 | (s.h.p.), pk 2:4                                                                   |
| Frunzenets (Sumy) (AM)                | 1:0 | (2L) Kosmos (Pavlohrad)                  |                                                                                    |
| Burevisnyk-Elbrus (Kirovohrad) (AM)   | 1:2 | (2L) Dnistrovets (Bilhorod-Dnistrovskyi) |                                                                                    |
| Velta (Poltava) (AM)                  | +:- | (2L) Viktor (Zaporizhia)                 | Viktor did not arrive                                                              |
| Krystal (Parkhomivka) (AM)            | 1:0 | (2L) Sportinvest (Kryvyi Rih)            |                                                                                    |
| Lokomotyv (Smila) (AM)                | 1:1 | (2L) Portovyk (Illichivsk)               | (s.h.p.), pk 5:6                                                                   |
| Druzhba (Berdiansk) (2L)              | 2:0 | (2L) Azovets (Mariupol)                  | trận đấu diễn ra trên sân Druzhba Stadium in Osypenko (near Berdyansk)             |
| Batkivschyna-Almar (Pervomayske) (AM) | 2:0 | (2L) Shakhtar (Stakhanov)                | trận đấu diễn ra trên sân Shakhtar Stadium in settlement of Rorsi                  |
| Rybalka (Odessa) (AM)                 | 3:1 | (2L) Meliorator (Kakhovka)               |                                                                                    |
| Olimpiya (Yuzhnoukrainsk) (2L)        | 1:1 | (2L) Vodnyk (Kherson)                    | (s.h.p.), pk 4:3                                                                   |
| Kolos (Amvrosiyevka Raion) (AM)       | -:+ | (2L) Shakhtar-2 (Donetsk)                |                                                                                    |
| Dyzelyst (Tokmak) (AM)                | 0:1 | (2L) Avanhard-Industriya (Rovenky)       |                                                                                    |
| Metalurh (Kerch) (AM)                 | 3:5 | (2L) Chaika (Sevastopol)                 |                                                                                    |
| EKO-Servis (Rivne) (AM)               | 0:1 | (2L) Obolon (Kyiv)                       | trận đấu diễn ra trên sân Avanhard Stadium in Rivne                                |
| Impuls (Kamyanets-Podilskyi) (AM)     | 0:1 | (2L) Keramik (Baranivka)                 |                                                                                    |
| Pidhirya (Storozhynets) (AM)          | +:- | (2L) Temp-Advis-2 (Shepetivka)           | Temp did not arrive                                                                |
| Nyva (Terebovlia) (AM)                | 1:0 | (2L) Skify (Lviv)                        |                                                                                    |
| Promin (Sambor) (AM)                  | 0:0 | (2L) Khutrovyk (Tysmenytsia)             | (s.h.p.), pk 3:5, trận đấu diễn ra trên sân Dniester Stadium ở Rudky (Lviv suburb) |
| Pokuttia (Kolomyia) (AM)              | 2:0 | (2L) Avanhard (Zhydachiv)                |                                                                                    |
| Yavir (Tsuman) (AM)                   | 0:1 | (2L) Haray (Zhovkva)                     |                                                                                    |
| Lisyvnyk (Perechyn) (AM)              | 1:2 | (2L) Khimik (Kalush)                     | (s.h.p.)                                                                           |
| Fakel (Varva) (AM)                    | 1:0 | (2L) Ros-Transimpeks (Bila Tserkva)      |                                                                                    |
| Vahonobudivnyk (Stakhanov) (2L)       | -:+ | (2L) Prometey (Dniprodzerzhynsk)         | Shakhtar bỏ cuộc                                                                   |
| Artania (Ochakiv) (AM)                | -:+ | (2L) Dynamo-Flesh (Odessa)               |                                                                                    |
| Khimik (Vinnytsia) (AM)               | -:+ | (2L) CSKA (Kyiv)                         | the score of 2:1 was annulled                                                      |
| Paperovyk (Malyn) (AM)                | 1:1 | (2L) Systema-Borex (Borodianka)          | (s.h.p.), pk 6:5                                                                   |
| Dynamo-3 (Kyiv) (AM)                  | 1:2 | (2L) Nyva (Myronivka)                    | trận đấu diễn ra trên sân Lobanovsky Dynamo Stadium                                |
| Kolos (Karapyshi) (AM)                | 2:2 | (2L) Skhid (Slavutych)                   | (s.h.p.), pk 6:5                                                                   |

### Vòng loại thứ hai
| Metalurh (Novomoskovsk) (2L)             | 3:2 | (1L) Metalist (Kharkiv)            |                                                                                              |
| Oskil (Kupyansk) (2L)                    | 2:0 | (1L) Khimik (Severodonetsk)        |                                                                                              |
| Torpedo (Melitopol) (2L)                 | 0:1 | (PL) Zirka-NIBAS (Kirovohrad)      |                                                                                              |
| Frunzenets (Sumy) (AM)                   | 1:3 | (1L) Vorskla (Poltava)             |                                                                                              |
| Dnistrovets (Bilhorod-Dnistrovskyi) (2L) | 1:3 | (1L) Naftokhimik (Kremenchuk)      | trận đấu diễn ra trên sân Sports School địa phương                                           |
| Velta (Poltava) (AM)                     | -:+ | (1L) Polihraftekhnika (Olexandria) | Velta bỏ cuộc                                                                                |
| Krystal (Parkhomivka) (AM)               | 0:0 | (1L) Yavir (Krasnopilya)           | (s.h.p.), pk 2:4                                                                             |
| Portovyk (Illichivsk) (2L)               | 1:0 | (1L) Naftovyk (Okhtyrka)           | (s.h.p.)                                                                                     |
| Druzhba (Berdiansk) (2L)                 | 0:3 | (1L) Stal (Alchevsk)               |                                                                                              |
| Batkivschyna-Almar (Pervomayske) (AM)    | 1:2 | (1L) Shakhtar (Makiivka)           | trận đấu diễn ra trên sân Hirne Stadium ở Hirne                                              |
| Rybalka (Odessa) (AM)                    | 1:2 | (1L) Metalurh (Nikopol)            | (s.h.p.)                                                                                     |
| Olimpiya (Yuzhnoukrainsk) (2L)           | 0:1 | (1L) Odessa                        |                                                                                              |
| Shakhtar-2 (Donetsk) (2L)                | 3:0 | (2L) Shakhtar (Sverdlovsk)         | trận đấu diễn ra trên sân Metalurh Stadium ở Komsomolske                                     |
| Avanhard-Industriya (Rovenky) (2L)       | 2:0 | (2L) Shakhtar (Shakhtarsk)         | (s.h.p.)                                                                                     |
| Chaika (Sevastopol) (2L)                 | 2:0 | (2L) Tytan (Armyansk)              |                                                                                              |
| Dynamo (Saky) (2L)                       | +:- | (2L) Okean (Kerch)                 | Okean bỏ cuộc                                                                                |
| Obolon (Kyiv) (2L)                       | 0:2 | (2L) Hazovyk (Komarno)             | trận đấu diễn ra trên sân Bilshovyk Stadium of the Bilshovyk machine building factory ở Kiev |
| Keramik (Baranivka) (2L)                 | 0:0 | (1L) Krystal (Chortkiv)            | (s.h.p.), pk 5:4                                                                             |
| Pidhirya (Storozhynets) (AM)             | 0:1 | (2L) Halychyna (Drohobych)         |                                                                                              |
| Nyva (Terebovlia) (AM)                   | 2:1 | (1L) Bukovyna (Chernivtsi)         |                                                                                              |
| Khutrovyk (Tysmenytsia) (2L)             | 4:2 | (2L) Karpaty (Mukacheve)           |                                                                                              |
| Pokuttia (Kolomyia) (AM)                 | 2:0 | (1L) Zakarpattia (Uzhhorod)        |                                                                                              |
| Haray (Zhovkva) (2L)                     | 2:0 | (1L) Skala (Stryi)                 | (s.h.p.)                                                                                     |
| Khimik (Kalush) (2L)                     | 1:0 | (1L) Lviv                          |                                                                                              |
| Fakel (Varva) (AM)                       | 0:2 | (PL) CSKA-Borysfen (Kyiv)          |                                                                                              |
| Prometey (Dniprodzerzhynsk) (2L)         | 0:0 | (1L) Dnipro (Cherkasy)             | (s.h.p.), pk 2:4                                                                             |
| Dynamo-Flesh (Odessa) (2L)               | 1:5 | (1L) Dynamo-2 (Kyiv)               | (s.h.p.), trận đấu diễn ra trên sân Spartak Stadium ở Odessa                                 |
| Desna (Chernihiv) (2L)                   | 0:0 | (2L) Avtomobilist (Sumy)           | (s.h.p.), pk 5:4                                                                             |
| CSKA (Kyiv) (2L)                         | 0:0 | (1L) Podillya (Khmelnytskyi)       | (s.h.p.), pk 2:4, trận đấu diễn ra trên sân Kolos Stadium ở Boryspil                         |
| Paperovyk (Malyn) (AM)                   | +:- | (1L) Veres (Rivne)                 | Veres bỏ cuộc                                                                                |
| Nyva (Myronivka) (2L)                    | +:- | (1L) Temp-Advis (Khmelnytskyi)     | Temp bỏ cuộc                                                                                 |
| Kolos (Karapyshi) (AM)                   | 1:0 | (1L) Khimik (Zhytomyr)             | (s.h.p.)                                                                                     |

### Vòng loại thứ ba
| Metalurh (Novomoskovsk) (2L)  | 1:0 | (2L) Oskil (Kupyansk)              |                                                          |
| Vorskla (Poltava) (1L)        | 2:3 | (PL) Zirka-NIBAS (Kirovohrad)      |                                                          |
| Naftokhimik (Kremenchuk) (1L) | 3:2 | (1L) Polihraftekhnika (Olexandria) |                                                          |
| Yavir (Krasnopilya) (1L)      | 4:1 | (2L) Portovyk (Illichivsk)         |                                                          |
| Stal (Alchevsk) (1L)          | 2:1 | (1L) Bazhanovets (Makiivka)        | (s.h.p.)                                                 |
| Odessa (1L)                   | 0:0 | (1L) Metalurh (Nikopol)            | (s.h.p.), pk 1:2                                         |
| Shakhtar-2 (Donetsk) (2L)     | 5:0 | (2L) Avanhard-Industriya (Rovenky) | trận đấu diễn ra trên sân Metalurh Stadium ở Komsomolske |
| Chaika (Sevastopol) (2L)      | 2:0 | (2L) Dynamo Saky (Saky)            |                                                          |
| Hazovyk (Komarno) (2L)        | 2:0 | (2L) Keramik (Baranivka)           |                                                          |
| Halychyna (Drohobych) (2L)    | 3:1 | (AM) Nyva (Terebovlia)             |                                                          |
| Khutrovyk (Tysmenytsia) (2L)  | 2:0 | (AM) Pokuttia (Kolomyia)           |                                                          |
| Haray (Zhovkva) (2L)          | 1:0 | (2L) Khimik (Kalush)               |                                                          |
| Dnipro (Cherkasy) (1L)        | 1:4 | (PL) CSKA-Borysfen (Kyiv)          |                                                          |
| Desna (Chernihiv) (2L)        | 0:0 | (1L) Dynamo-2 (Kyiv)               | (s.h.p.), pk 5:6                                         |
| Paperovyk (Malyn) (AM)        | 1:2 | (1L) Podillya (Khmelnytskyi)       |                                                          |
| Kolos (Karapyshi) (AM)        | 0:6 | (2L) Nyva (Myronivka)              |                                                          |

### Vòng Một
| FC Halychyna Drohobych (2L) | 0 – 0 (s.h.p.) | (PL) Kryvbas Kryvyi Rih |
| --------------------------- | -------------- | ----------------------- |
|                             | Chi tiết       |                         |
| Loạt sút luân lưu           |                |                         |
|                             | 6–5            |                         |

| Podillya Khmelnytsky (1L)       | 2 – 5    | (PL) Dnipro Dnipropetrovsk                                   |
| ------------------------------- | -------- | ------------------------------------------------------------ |
| Fedorko 48' (ph.đ.) · Yatin 61' | Chi tiết | Palyanytsia 1', 17', 25' · Skrypnyk 21' (ph.đ.) · Sharan 33' |

| Khutrovyk Tysmenytsia (2L) | 0 – 1    | (PL) Nyva Ternopil |
| -------------------------- | -------- | ------------------ |
|                            | Chi tiết | Demianchuk 75'     |

| Haray Zhovkva (2L) | 0 – 1    | (PL) Volyn Lutsk               |
| ------------------ | -------- | ------------------------------ |
| Hrynyshyn 56'      | Chi tiết | Solodky 16' · Yatsurak 46' 87' |

| Hazovyk Komarno (2L) | 0 – 0 (s.h.p.) | (PL) Nyva Vinnytsia |
| -------------------- | -------------- | ------------------- |
|                      | Chi tiết       |                     |
| Loạt sút luân lưu    |                |                     |
|                      | 6–7            |                     |

| Nyva Myronivka (2L)                                                 | 3 – 4    | (PL) Karpaty Lviv                              |
| ------------------------------------------------------------------- | -------- | ---------------------------------------------- |
| Rubanchuk 21' · Chernyshenko 23' · Perenchuk 27' · Chernyshenko 52' | Chi tiết | Pokladok 28', 30' · Vovchuk 47' · Kolesnyk 68' |

| Naftokhimik Kremenchuk (1L) | 1 – 2    | (PL) Tavriya Simferopol    |
| --------------------------- | -------- | -------------------------- |
| Solnyshkin 8'               | Chi tiết | Antyukhin 42' · Oparin 63' |

| Yavir Krasnopillya (1L)      | 2 – 0    | (PL) Zorya-MALS Luhansk |
| ---------------------------- | -------- | ----------------------- |
| Zavhorodniy 77' · Bohach 82' | Chi tiết |                         |

| Metalurh Novomoskovsk (2L) | 0 – 3    | (PL) Dynamo Kyiv                             |
| -------------------------- | -------- | -------------------------------------------- |
|                            | Chi tiết | Mykhailenko 6' · Holovko 41' · Konovalov 85' |

| Metalurh Nikopol (1L)         | 2 – 0    | (PL) Prykarpattia Ivano-Frankivsk |
| ----------------------------- | -------- | --------------------------------- |
| Kovalenko 30' · Katerusha 75' | Chi tiết |                                   |

| Stal Alchevsk (1L)   | 1 – 3    | (PL) Kremin Kremenchuk          |
| -------------------- | -------- | ------------------------------- |
| Kovalkov 89' (ph.đ.) | Chi tiết | Kovalenko 12', 45' · Kirlik 25' |

| Shakhtar-2 Donetsk (2L) | 0 – 1    | (PL) Metalurh Zaporizhia |
| ----------------------- | -------- | ------------------------ |
|                         | Chi tiết | Kripak 81'               |

| Chaika Sevastopol (2L) | 0 – 1    | (PL) Torpedo Zaporizhia |
| ---------------------- | -------- | ----------------------- |
|                        | Chi tiết | Bondarenko 80'          |

| Zirka-NIBAS Kirovohrad (PL) | 1 – 0    | (PL) Chornomorets Odessa |
| --------------------------- | -------- | ------------------------ |
| Hrachov 12'                 | Chi tiết |                          |

| CSKA-Borysfen (PL) | 0 – 1    | (PL) Shakhtar Donetsk |
| ------------------ | -------- | --------------------- |
|                    | Chi tiết | Zubov 85'             |

| Dynamo-2 Kyiv (1L)         | 2 – 2 (s.h.p.) | (PL) SC Mykolaiv                              |
| -------------------------- | -------------- | --------------------------------------------- |
| Datsenko 16' · Slyusar 87' | Chi tiết       | Huzenko 32' · Buhai 75' (ph.đ.) · Kudlyuk 85' |
| Loạt sút luân lưu          |                |                                               |
|                            | 5–4            |                                               |

### Vòng Hai
| Dnipro Dnipropetrovsk (PL)                                 | 4 – 1    | (PL) Karpaty Lviv |
| ---------------------------------------------------------- | -------- | ----------------- |
| Yevtushok 11' · Skrypnyk 54' · Palyanytsia 71' · Mizin 88' | Chi tiết | Vovchuk 53'       |

| Nyva Vinnytsia (PL)              | 2 – 0    | (2L) Halychyna Drohobych |
| -------------------------------- | -------- | ------------------------ |
| Chervonyi 30' · Matviychenko 39' | Chi tiết |                          |

| Dynamo Kyiv (PL)             | 2 – 0    | (PL) Zirka-NIBAS Kirovohrad |
| ---------------------------- | -------- | --------------------------- |
| Shkapenko 21' · Leonenko 90' | Chi tiết |                             |

| Tavriya Simferopol (PL)    | 2 – 0    | (1L) Yavir Krasnopillia |
| -------------------------- | -------- | ----------------------- |
| Oparin 20' · Antyukhin 26' | Chi tiết |                         |

| Metalurh Zaporizhia (PL)       | 2 – 0 (s.h.p.) | (PL) Torpedo Zaporizhia |
| ------------------------------ | -------------- | ----------------------- |
| Derevinsky 102' · Bohatyr 117' | Chi tiết       |                         |

| Kremin Kremenchuk (PL) | 1 – 0    | (1L) Metalurh Nikopol |
| ---------------------- | -------- | --------------------- |
| Novikov 53'            | Chi tiết |                       |

| Shakhtar Donetsk (PL)                         | 2 – 0 (s.h.p.) | (1L) Dynamo-2 Kyiv |
| --------------------------------------------- | -------------- | ------------------ |
| Kriventsov 95' · Kriventsov 97' · Petrov 116' | Chi tiết       |                    |

| Nyva Ternopil (PL)                                       | 3 – 1    | (PL) Volyn Lutsk |
| -------------------------------------------------------- | -------- | ---------------- |
| Prokhorenkov 24' · Boharada 44' (l.n.) · Shyshchenko 71' | Chi tiết | Mozolyuk 40'     |

### Tứ kết
| Tavriya Simferopol | 0 – 1    | Dynamo Kyiv |
| ------------------ | -------- | ----------- |
|                    | Chi tiết | Holovko 7'  |

| Shakhtar Donetsk                                                           | 2 – 2 (s.h.p.) | Dnipro Dnipropetrovsk                          |
| -------------------------------------------------------------------------- | -------------- | ---------------------------------------------- |
| Starostyak 48' · Orbu 54' · Voskoboinyk 88' · Petrov 107' · Koval 52' 117' | Chi tiết       | Topchiev 11' · Polunin 54' · Kurylenko 37' 82' |
| Loạt sút luân lưu                                                          |                |                                                |
|                                                                            | 4–2            |                                                |

| Nyva Vinnytsia | 1 – 0    | Nyva Ternopil |
| -------------- | -------- | ------------- |
| Parshyn 60'    | Chi tiết |               |

| Kremin Kremenchuk        | 2 – 1    | Metalurh Zaporizhia |
| ------------------------ | -------- | ------------------- |
| Leonov 39' · Atelkin 67' | Chi tiết | Babiy 1'            |

### Bán kết
| Dynamo Kyiv                   | 2 – 0    | Kremin Kremenchuk |
| ----------------------------- | -------- | ----------------- |
| Maksymov 60' · Shevchenko 74' | Chi tiết |                   |

| Nyva Vinnytsia                      | 0 – 0 (s.h.p.) | Shakhtar Donetsk      |
| ----------------------------------- | -------------- | --------------------- |
|                                     | Chi tiết       |                       |
| Loạt sút luân lưu                   |                |                       |
| Riabtsev · Matviychenko · Haidarzhy | 3–0            | Petrov · Orbu · Koval |

- Ghi chú: Volodymyr Tsytkin bắt tất cả ba quả sút phạt đền của Shakhtar giúp Nyva vào chung kết.

### Chung kết
Trận Chung kết diễn ra trên sân Republican Stadium ngày 26 tháng 5 năm 1996 ở Kiev.
| Dynamo Kyiv              | 2 – 0    | Nyva Vinnytsia |
| ------------------------ | -------- | -------------- |
| Rebrov 27' · Maxymov 59' | Chi tiết |                |

## Danh sách ghi bàn nhiều nhất
| Cầu thủ               | Số bàn thắng | Đội bóng              |
| --------------------- | ------------ | --------------------- |
| Oleksandr Palyanytsia | 4            | Dnipro Dnipropetrovsk |
| Oleksandr Perenchuk   | 4            | Nyva Myronivka        |
| Oleksandr Ihnatiev    | 4            | Nyva Myronivka        |
| Andriy Husin          | 3            | CSKA-Borysfen Kyiv    |
| Volodymyr Taranov     | 3            | Chaika Sevastopol     |

## Khán giả

### Các trận đấu có nhiều khán giả nhất
| Thứ hạng | Vòng đấu  | Đội nhà           | Đội khách             | Kết quả        | Địa điểm                        | Số khán giả |
| -------- | --------- | ----------------- | --------------------- | -------------- | ------------------------------- | ----------- |
| 1        | Chung kết | Dynamo Kyiv       | Nyva Vinnytsia        | 2 – 0          | Republican Stadium, Kiev        | 47,000      |
| 2        | Tứ kết    | Shakhtar Donetsk  | Dnipro Dnipropetrovsk | 2 – 2 (s.h.p.) | Shakhtar Stadium, Donetsk       | 21,000      |
| 3        | Bán kết   | Nyva Vinnytsia    | Shakhtar Donetsk      | 0 – 0 (s.h.p.) | Central City Stadium, Vinnytsia | 20,000      |
| 4        | Bán kết   | Dynamo Kyiv       | Kremin Kremenchuk     | 2 – 0          | Lobanovsky Dynamo Stadium, Kyiv | 10,000      |
| 4        | Tứ kết    | Kremin Kremenchuk | Metalurh Zaporizhia   | 2 – 1          | Dnipro Stadium, Kremenchuk      | 10,000      |

| Vô địch Cúp bóng đá Ukraina 1992–93 |
| ----------------------------------- |
| FC Dynamo Kyiv Second title         |